# Hemibela callista
Pour les articles homonymes, voir Callista (homonymie).
Espèce
Hemibela callista est une espèce de lépidoptère de la famille des Oecophoridae.
On le trouve en Australie.